# Copa da Escócia de 1928–29
A Copa da Escócia de 1928-29 foi a 51º edição do torneio mais antigo do futebol da Escócia. O campeão foi o Kilmarnock F.C., que conquistou seu 2º título na história da competição ao vencer a final contra o Rangers F.C., pelo placar de 1 a 0.

## Premiação
| Copa da Escócia de 1928-29          |
| Escócia                             |
| ----------------------------------- |
| Kilmarnock F.C. Campeão (2º título) |